# Wegwielrennen op de Paralympische Zomerspelen 2020 - Wegwedstrijd vrouwen T1–2
De wegwedstrijd vrouwen T1–2 Bij het wegwielrennen tijdens de XVIe Paralympische Zomerspelen, vond plaats op de Fuji Speedway een racecircuit in de Japanse prefectuur Shizuoka.

## Uitslag
| #      | renster               | renster | Klasse | tijd    | tijd   |
| ------ | --------------------- | ------- | ------ | ------- | ------ |
| Goud   | Jana Majunke          | GER     | T2     | 1:00:58 |        |
| Zilver | Angelika Dreock-Käser | GER     | T2     | 1:03:40 | +2:42  |
| Brons  | Jill Walsh            | USA     | T2     | 1:05:48 | +4:50  |
| 4      | Monica Sereda         | USA     | T2     | 1:07:32 | +6:34  |
| 5      | Shelley Gautier       | CAN     | T1     | 1:24:48 | +23:50 |
| 6      | Aikaterini El Latif   | GRE     | T2     | 1:32:08 | +31:10 |
| 7      | Yulia Sibagatova      | RPC     | T1     | 1:40:22 | +39:24 |
| 8      | Toni Mould            | RSA     | T1     | 1:52:17 | +51:19 |
|        | Carol Cooke           | AUS     | T2     | DNF     | DNF    |
|        | Marie-Ève Croteau     | CAN     | T2     | DNF     | DNF    |
|        | Eltje Malzbender      | NZL     | T1     | DNF     | DNF    |